# Montceau-et-Écharnant
Montceau-et-Écharnant är en kommun i departementet Côte-d'Or i regionen Bourgogne-Franche-Comté i östra Frankrike. Kommunen ligger i kantonen Bligny-sur-Ouche som tillhör arrondissementet Beaune. År 2022 hade Montceau-et-Écharnant 179 invånare.

## Befolkningsutveckling
Antalet invånare i kommunen Montceau-et-Écharnant
Referens:INSEE